# ジョン・ウェブスター
ジョン・ウェブスター（John Webster, 1580年 - 1634年）は、イングランドのテューダー朝末期（エリザベス朝）からステュアート朝初期にかけての劇作家。ウィリアム・シェイクスピアの後輩にあたる。
伝記的には不明点の多い人物ではあるが、1598年にロンドンの法学院 (the Middle Temple) に入学したジョン・ウェブスターという人物が記録されていることや、『悪魔の訴訟』（The Devil's Law Case）などの作品に法律の知識が登場することから、法律家として教育を受けたであろうと考えられている。
劇作家としての最初の記録は、劇場経営者 Phillip Henslowe の日誌の1602年の箇所に、戯曲 Caesar's Fall の賃金を払ったとして登場する。
いくつかの劇においてトーマス・デッカーらと合作したが、彼の最も有名な作品である『白い悪魔』（The White Devil, 1608年頃）と『モルフィ公爵夫人』（The Duchess of Malfi, 1614年頃）の二つの悲劇は彼一人の手になるものだとされている。
ウェブスターの作品はシェイクスピアとは異なり、暗く陰鬱で残忍な作風である。映画『恋に落ちたシェイクスピア』では、演劇は残酷でなければ面白くないとシェイクスピアに話す少年として登場する。

## 全集
1927年にF・L・ルーカスの編集で全4巻の全集が刊行された。

## 邦訳
- 『モルフィ公爵夫人』関本まや子訳 篠崎書林＜篠崎英米文学研究双書＞ 1988年
- 『白い悪魔・モルフィ公爵夫人』小田島雄志訳  白水社＜エリザベス朝演劇集3＞ 1996年
- 『悪魔の訴訟 またのタイトル、女が法に訴える時、悪魔が忙し』吉中孝志訳 小鳥遊書房 2023年[3]